# Aile (architecture)
Pour les articles homonymes, voir aile.
L’aile est un corps de bâtiment de la construction classique qui est vu séparé du corps principal central qu'il flanque. L'aile est en général disposée en paire symétrique.

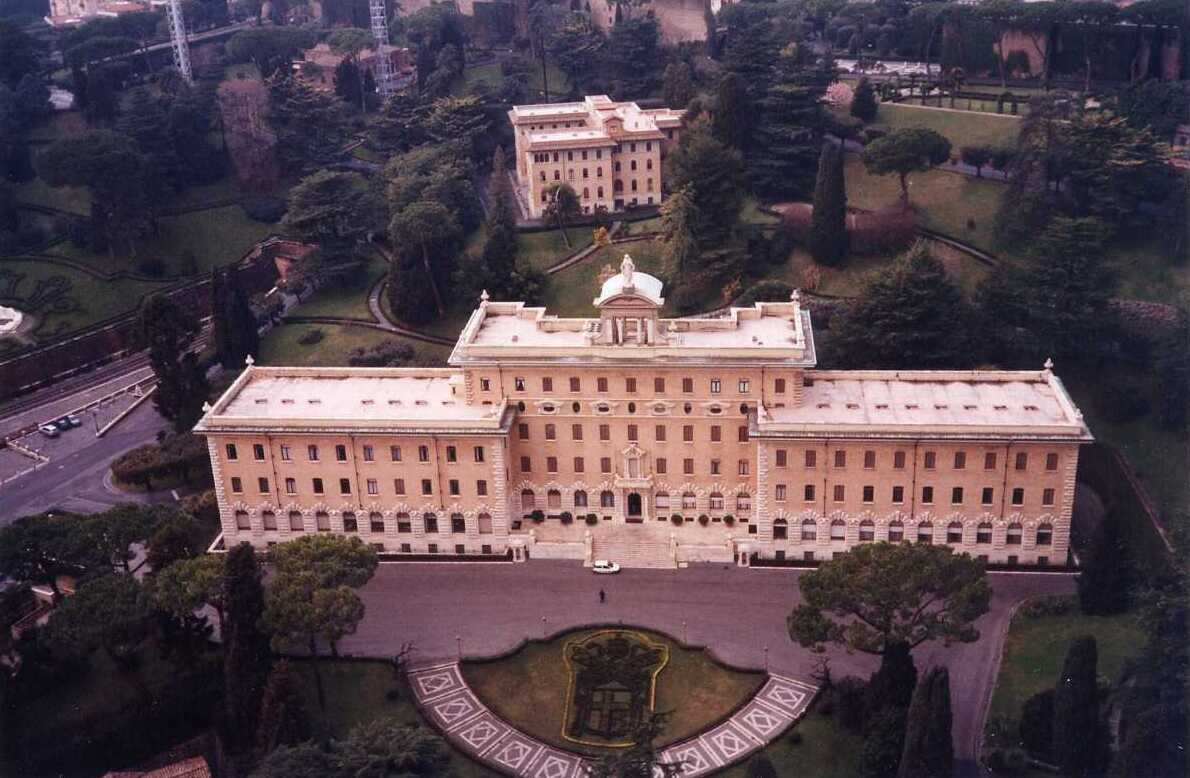
Corps de logis et ailes alignées à fenêtrages identiques repérant un même usage des locaux du Palazzo del Governatorato du Vatican.

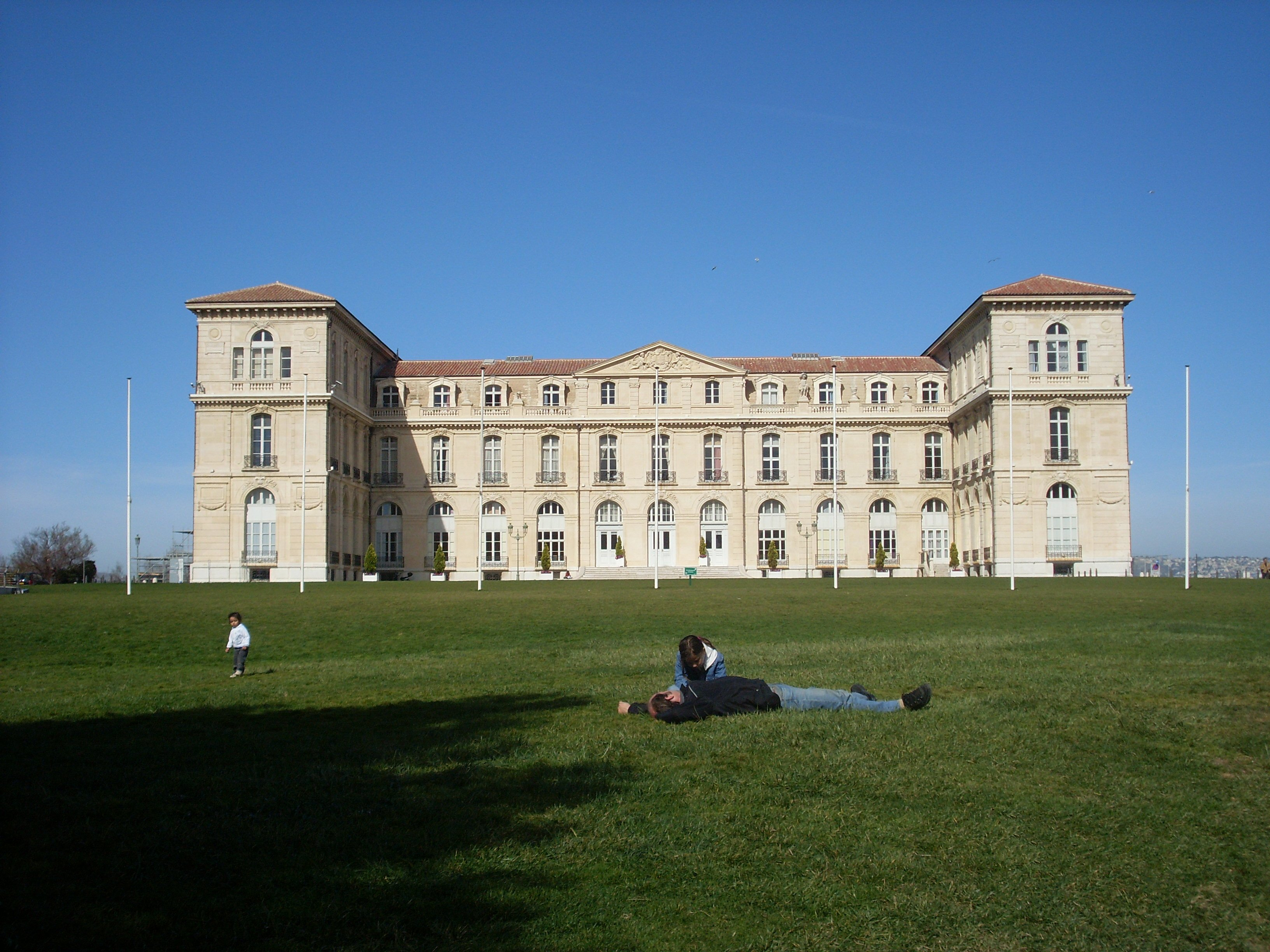
Corps principal et ailes en retour d'équerre du palais du Pharo de Marseille.

## Terminologie
Selon son avancée en avant ou en arrière du bâtiment, on distingue deux types d'ailes :
- l'aile antérieure est l'aile qui est vue en avancée de la façade principale du corps central ;
- l'aile postérieure est l'aile qui est vue en prolongation arrière du corps central.

Une aile peut être « à cheval » sur le corps central, c'est-à-dire déborder à la fois en avancée et en retrait, donnant ainsi un plan en « H ».
Il est convenu d'appeler aile droite ou aile gauche « sur cour » celle qui est vue à droite ou à gauche depuis la cour, et aile droite ou aile gauche « sur jardin » celle qui est vue à droite ou à gauche depuis le jardin. Selon le style, la façade principale flanquée est sur cour d'honneur que les ailes forment ou sur parc qui entoure l'avant-cour pavée ou gravillonnée qui est devant l'ensemble des bâtiments.

## Description
Dans l'architecture antique, la mise en forme de l'enveloppe globale du bâtiment en corps de bâtiment (l'épannelage) par l'organisation de portiques ou de travées de voûtes alignées et aussi transversales a été mise en œuvre. Par exemple, elle était utilisée dans les basiliques aux nefs à trois vaisseaux et abside.
La mise en forme modulaire sur un plan à trame (plan centré, plan cruciforme, plan en grille) a fait déterminer la disposition des corps de bâtiment de façon fonctionnelle autour de la pièce centrale de l'édifice.
Le type de toiture d'une aile, sa hauteur de faîte, sa largeur, sa décoration de façade ou son axe de construction sont pour part différents de ceux du corps principal (aussi appelé corps de logis) qui comporte la porte de l'entrée principale ou de l'administration dans les bâtiments.
Les ailes sont rarement de volume plus important, de profondeur plus importante, ou de faîte plus élevé que le corps principal. Par ailleurs, elles peuvent avoir une décoration plus riche lorsqu'elles sont de construction postérieure au corps principal.
Dans la composition de toitures en pente dont les pentes de versants sont constantes, le faîte du toit du corps central montre en général la plus grande profondeur de ce corps par rapport aux ailes qui le flanquent en dépassant le faîte des ailes (de façon plus précisée lorsque les chéneaux des toits sont au même niveau). Des croupes en travers de toiture existent fréquemment pour montrer la différence entre les corps normalement séparés par des murs de refend transversaux formant les joints de rupture.
Dans la composition de toitures plates associées à des toitures en pente, le corps principal qui doit dépasser est plutôt construit à toit pentu avec des ailes à toit plat (à l'italienne).
Dans la composition de façade classique, des avant-corps simulent des ailes transversales par la disposition des lignes de faîte croisées en toiture, des pilastres ou par la simulation de pignons à ses extrémités, ces éléments d'architecture ne sont pas des ailes, les ailes sont des volumes d'au moins une travée.
L'aile est soit dans l'« alignement » avec le corps principal, soit forme un angle par rapport à celui-ci, elle est dite alors « en retour ». Pour rétablir l'équilibre visuel entre les dénivelés des niveaux d'étage et de faîte de l'aile et du corps principal, un aileron est fréquemment disposé dans le créneau qui apparait. Cette solution permet aussi de racheter les différences d'altitude de la base des corps dues au terrassement.
Après le XVIIe siècle, les ailes d'un bâtiment d'architecture classique peuvent être incurvées (en forme de quart d'ovale sur le plan), disposées au départ en alignement du corps central et se terminant avec un pignon à orientation identique à celle de la façade principale.

## Utilisation
Des ailes reflètent en général la disposition hiérarchique. La formation en râteau, en épi ou même en grille avec des corps de bâtiment formant des ailes a permis aussi bien de construire des établissements religieux, des hôpitaux, des établissements d'enseignement que des casernes, des établissements judiciaires ou des halles à denrées.
Dans l'architecture traditionnelle, une aile peut avoir plusieurs destinations qui marquent la différence avec le logis de la personne d'importance, mis au centre de la disposition. Cela peut être un espace d'habitation (pour par exemple le corps de garde qui désigne à la fois le bâtiment de logement et le groupe de soldats), une galerie d'apparat ou une dépendance.
Avec l'émergence de la construction de bâtiments sur un plan à trame modulaire, cette mise en forme ne concerne que les plans massés (sans pavillons répartis sur le périmètre), aussi bien pour l'habitat que pour les édifices administratifs et industriels. Selon l'architecture moderne, seule la disposition des bâtiments est prise en compte pour définir une aile, non les fonctions de destination.